# Tanzanská kuchyně

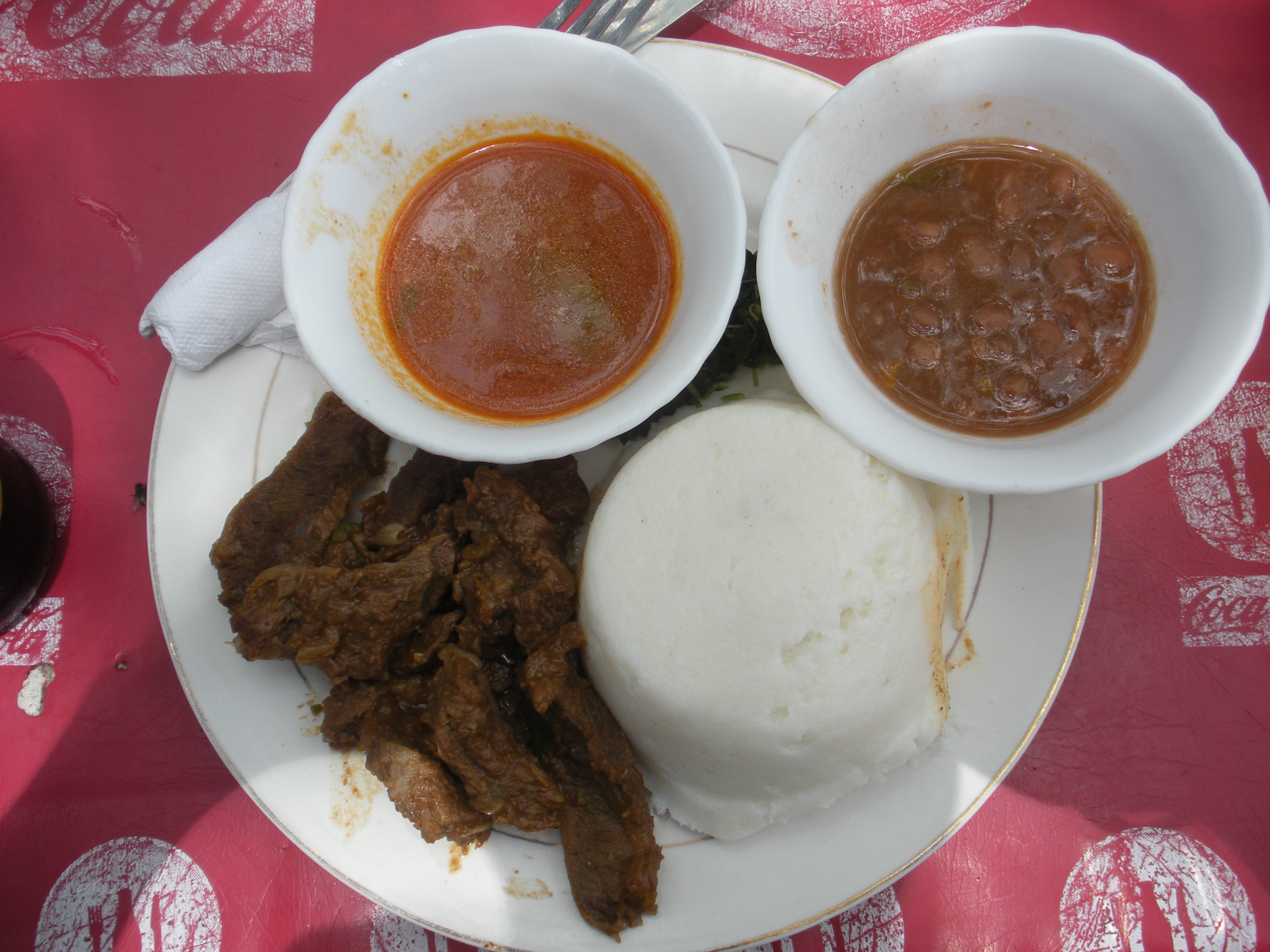
Ugali a nyma choma

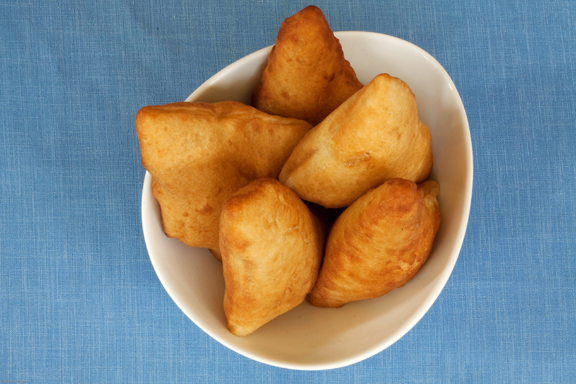
Mandazi

Tanzanská kuchyně vychází z tradic místních kmenů, byla ale ovlivněna i indickou kuchyní (především na pobřeží). V mnoha ohledech je podobná keňské kuchyni.

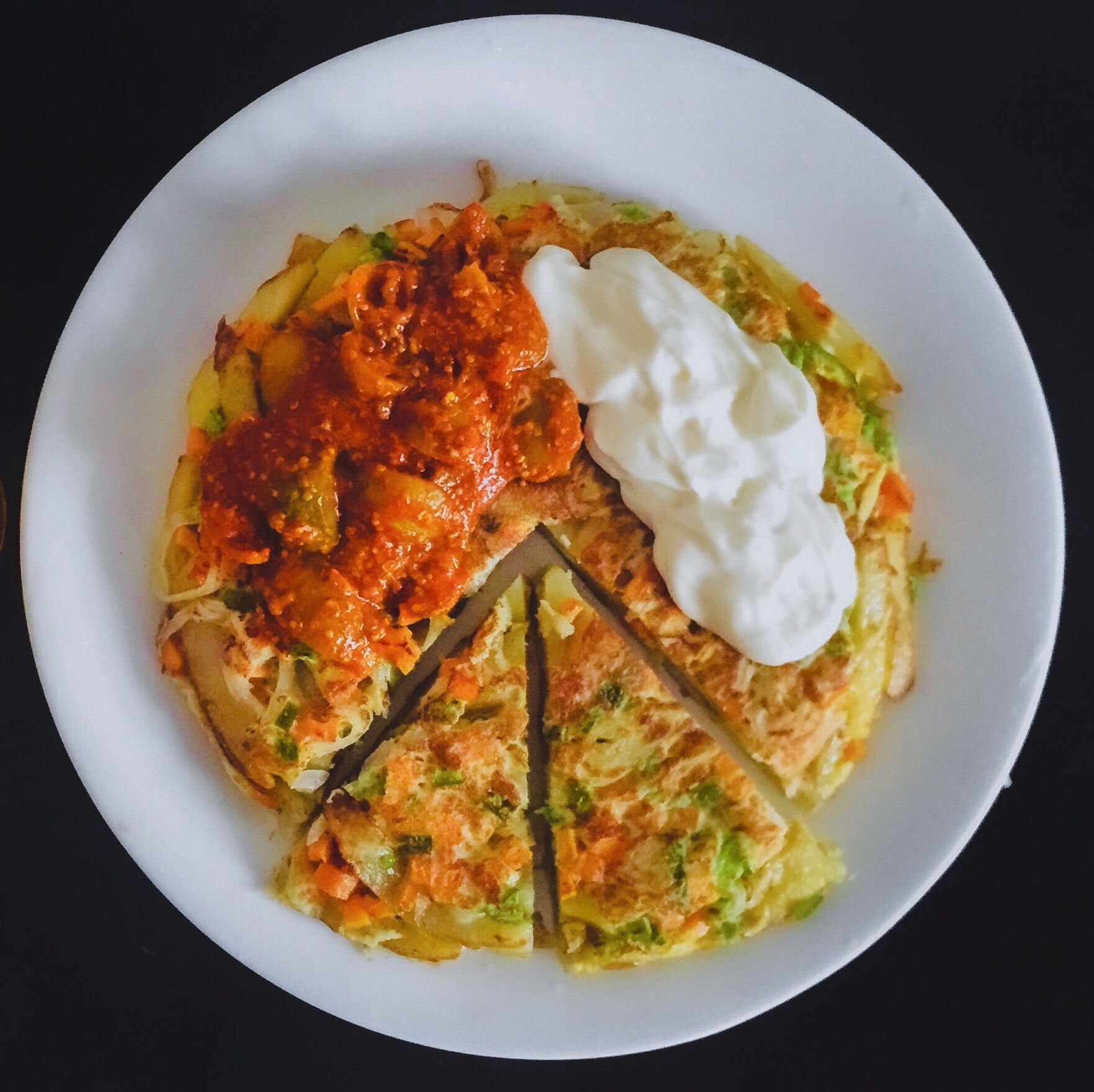
Chipsi mayai

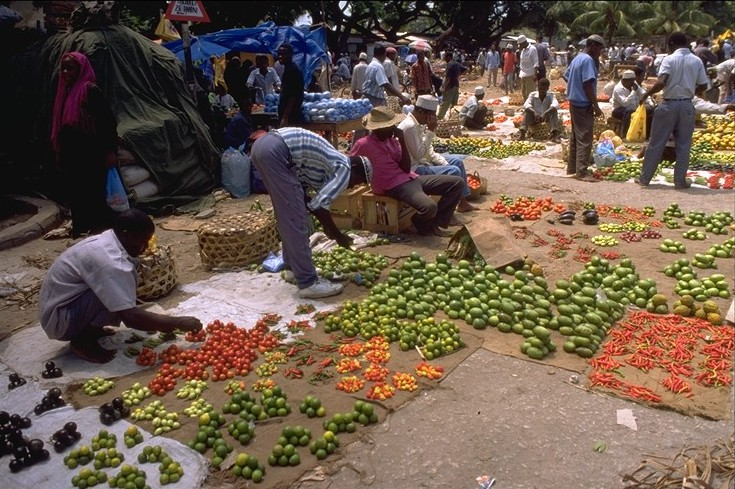
Zelenina prodávaná v zaznizabarském městě Stone Town

## Příklady tanzanských pokrmů
- Ugali, nevýrazná kaše podávaná jako příloha[3][1][2]
- Nyama choma, maso grilované na způsob barbecue[3][1]
- Mandazi, sladké fritované pečivo trojúhelníkového tvaru, podobné koblize[1]
- Kachumbari, salát z rajčat a cibule[1]
- Matoke, vařené plantainy[1]
- Wali wa nazi, rýže vařená v kokosovém mléce[1][4]
- Mchuzi wa kamba, kari s krevetami[1][5]
- Chipsi mayai, omeleta s hranolky[3][6]
- Mishkaki, pikantní hovězí kebab[3]
- Sambusa, indická variace na samosu, fritované trojúhelníky z těsta plněné masem nebo zeleninou[7][2]
- Kachna vařená s paprikou, rajčaty a cibulí je specialitou města Dar es Salaam[1][8]

## Tanzanské nápoje
V Tanzanii je populární čaj nebo palmové víno. Tanzanie je také známa pro kávu, která se zde pěstuje.
V menší míře je rozšířeno také vinařství, Tanzanie je druhým největším producentem vína v subsahraské Africe (po Jihoafrické republice), většina vinic se nachází u města Dodoma ve střední Tanzanii. Pěstovanými odrůdami vína jsou chenin blanc, syrah, cabernet sauvignon a místní odrůda makutupora. Tanzanská vína ale i přesto nejsou po světě moc rozšířena.

## Zanzibarská kuchyně
Zanzibarská kuchyně vznikla smíšením svahilských, indických, perských, arabských, britských a portugalských vlivů. Populární jsou kromě tanzanských pokrmů různé pokrmy z indické kuchyně jako biryani, čatní, samosa nebo kari.
Specialitou Zanzibaru je pizza, zanzibarská pizza se ale od italské pizzy značně liší. Jedná se o těsto, na které se přidá cibule, paprika, maso a vejce, případně také sýr. Tato placka se poté přeloží a smaží se.